# Eric Hágsater
 Eric Ragnar Wolko Hágsater Gartenberg (Ciudad de México, 5 de mayo de 1945) es un botánico mexicano, y autoridad mundial en las orquídeas Epidendrum.
Fue socio fundador de la Asociación Mexicana de Orquideología, del Instituto Chinoin y actualmente se desempeña como director del herbario de la misma.

## Biografía
Nació en 1945 en la Ciudad de México, hijo de padre sueco y madre austriaca. Es egresado del Tecnológico de Monterrey como ingeniero químico.
Fue socio fundador de la Asociación Mexicana de Orquideología y se desempeñó como su director entre 1971 y 1973. Fundó la Revista Orquídea y se desempeñó como su editor desde 1971 hasta 2002.

## Algunas publicaciones
- Hágsater, E.; Vinciane Dumont. Orchid Action Plan, LUCN, Suiza

- Hágsater, E.; M. Soto. Las orquídeas de México. 304 p.

- Hágsater, E.; N. Salazar; eds. Orchids of Mexico. Partes 2-3: iv-vi. Asociación Mexicana de Orquideología, México.

- Hágsater, E.; Vinciane Dumont; Alec M. Pridgeon. 1996. Orchids: Status Survey and Conservation Action Plan. V. 28 de IUCN/SSC Orchid Specialist Group. Compiló Alec M. Pridgeon, ed. ilustrada de IUCN, 153 p. ISBN 2831703255, ISBN 9782831703251

## Honores[3]
- Premio al Mérito Ecológico (2009)
- Mención honorífica, Día del ambiente, Secretaría del Ambiente y Recursos Naturales, Xcaret, Quintana Roo, México.
- Medalla al Mérito Botánico, que otorga la Sociedad Botánica de México (2016)

### Membresías
Asociación Mexicana de Orquideología, A.C. (AMO)
- 1969, miembro fundador
- 1971-73, presidente
- 1971-2002, fundador y editor de la revista Orquídea (Ciudad de México).
- 2002, socio honorario.

Herbario AMO, Instituto Chinoín, A.C. México, D.F.
- 1984-, fundador y director del herbario,

International Association for Plant Taxonomy 1976-
Sociedad Botánica de México, A.C. 1975- vitalicio
PRONATURA, A.C. (antes Asociación Mexicana Pro Conservación de la Naturaleza)
- 1980, miembro fundador

- 1983-85, tesorero
1985-87, presidente
1987-89, Consejo directivo
1989-91, Consejo directivo
1991-93, asesor
2006-2009, vicepresidente científico

American Orchid Society, Inc. (AOS) 1981- Comité de Conservación
International Orchid Comission (IOC) 1981- Comité de taxonomía y nomenclatura y del Comité de conservación
Botanical Society of America, 1983-
Unión Internacional para la Conservación de la Naturaleza (UICN) Species Survival Comission
1984-97, Chairman, Orchid Specialist Group 1998-2002, miembro, Orchid Specialist Group 2002-07, emérito, Orchid Specialist Group
1986-89, miembro, Endangered Species Trade Specialist Group
Consejo de la Flora de México 1980, cofundador.
1980-90, representante oficial del Herbario AMO
Comisión Latinoamericana de Orquideología (CLO) 1986, cofundador y pte. 1986-88, pte. 1988-89, pte. 1989-91, representante para Cuba y México
American Society of Plant Taxonomists 1989-
Harvard University Herbaria, Cambridge, Massachusetts 1994- investigador asociado
- La abreviatura «Hágsater» se emplea para indicar a Eric Hágsater como autoridad en la descripción y clasificación científica de los vegetales.[4]